# Masławice (gromada)
Masławice (od 1956 Masłowice) – dawna gromada, czyli najmniejsza jednostka podziału terytorialnego Polskiej Rzeczypospolitej Ludowej w latach 1954–1972.
Gromady, z gromadzkimi radami narodowymi (GRN) jako organami władzy najniższego stopnia na wsi, funkcjonowały od reformy reorganizującej administrację wiejską przeprowadzonej jesienią 1954 do momentu ich zniesienia z dniem 1 stycznia 1973, tym samym wypierając organizację gminną w latach 1954–1972.
Gromadę Masławice z siedzibą GRN w Masławicach (w obecnym brzmieniu Masłowice) utworzono – jako jedną z 8759 gromad na obszarze Polski – w powiecie sławieńskim w woj. koszalińskim na mocy uchwały nr 43/54 WRN w Koszalinie z dnia 5 października 1954. W skład jednostki weszły obszary dotychczasowych gromad Masławice, Dzierżęcin, Karsino, Kanin, Chudaczewo i Chudaczewko ze zniesionej gminy Naćmierz oraz obszar dotychczasowej gromady Stary Kraków ze zniesionej gminy Sławno w tymże powiecie. Dla gromady ustalono 11 członków gromadzkiej rady narodowej.
31 grudnia 1961 z gromady Masłowice wyłączono: a) wieś Stary Kraków, włączając ją do gromady Sławno, oraz b) wsie Dzierżęcin, Kanin i Karsino, włączając je do gromady Nacmierz – w tymże powiecie, po czym gromadę Masłowice zniesiono, a jej (pozostały) obszar włączono do gromady Postomino tamże.